# Erythroxylum lenticellosum
Erythroxylum lenticellosum är en tvåhjärtbladig växtart som beskrevs av Huber. Erythroxylum lenticellosum ingår i släktet Erythroxylum och familjen Erythroxylaceae. Inga underarter finns listade i Catalogue of Life.